# 星上くんはどうかしている
『星上くんはどうかしている』（ほしがみくんはどうかしている）は、アサダニッキによる日本の漫画作品。『デザート』（講談社）にて、2014年7月号から2016年11月号まで連載された。本作はアサダが初めて『デザート』で執筆した作品である。
『エンタミクス』（KADOKAWA）2016年8月号の特集「ときめき準備OK? 漫画のひと夏LOVEエピソード大集合」にて、夏の恋を描いた漫画のひとつとして、本作の花火のエピソードが取り上げられた。

## あらすじ
三毛野いさりは、担任から代理の風紀委員になるよう言われる。同じ風紀委員の星上望は山の奥の分校出身で、中学まで同年代と話したことがなかったため、ぼっちなことを悩んでいた。望はいさりを「誰とでも仲良くなれる人」だと言い、友達の作り方をいさりに教わりたいと言い出す。いさりが望に挨拶や笑顔などのアドバイスをしているところを目撃した星上求は、いさりを呼び出し、望に友達がいないことを気にかけている素振りを見せる。望に友達を作るなら校門前で100人に挨拶、といさりがアドバイスをしたところ、本当に実行する望を目撃したいさりは「どうかしてる」と思いつつも、それを馬鹿にする同じグループの女子・吾妻に反論し、後悔をする。いさりも望とともに100人以上に挨拶をしたが、ドン引きされて他人との距離が広がったため、いさりは望に「友達になってあげる」と言うのであった。望のふりをした求の区別がつかなかったいさりは、求から「望の理解者」は自分だけでいいから近づくな、と脅される。吾妻のグループから避けられるようになるも、いさりは望とともに昼食をとる。
望は雨の日に捨て猫を拾っていたという同じクラスの岩伏を、仲良くなりたい人に挙げる。望と話すうちに、彼がぼっちな原因が求の計略であったことをいさりは知る。望が岩伏に友達になろうと誘うが、望と一緒にいるいるいさりが吾妻のグループの一員であることにより断られる。求の根回しにより吾妻のグループに入れて貰ういさりだが、ひとりになった望を気にかけていた。望の友達でいることを選んだいさりは、求にその報告をすると、望は3人で弁当を食べることを提案する。吾妻のグループより望を選んだことにより、いさりは嫌がらせを受けるようになる。求が望のふりをしていさりに話しかけるも、「笑顔が嘘っぽい」という理由で見破られる。いさりにひどいことをしないために吾妻と友達になろうと努力する望の姿を見て、いさりは望に恋をする。夏祭りでいさりの望への気持ちを知った求から「オレもいさりにする」とキスをされ、いさりは彼が嫌がらせにより行動したのだと考える。いさりは望に告白するが、友達としてしか見られていないような答えを聞き、一度は冗談だとごまかすが、卑怯だと考え告白し直す。
実は吾妻が望に恋をしていると知ったいさりは、望をかけて勝負することになり、吾妻を騙す形で勝利し、初めて彼女ときちんと話をしたような気持ちになるのであった。いさりと同じ中学に通っていた雲城が転校してくる。中学時代にいさりがひどいことをしたことにより避けられていたが、仲直りをする。文化祭以降、孤立した求が気にかかり、望から告白をされてもいさりは返事をすることができなかった。求と向き合い、中学時代に途中で辞めた陸上にもう一度挑戦することにし、いさりは望に気持ちを伝えるのであった。

## 登場人物
三毛野 いさり（）
主人公。恨みを買わないよう、ほかの人の悪口に便乗せず、うまく話題を逸らす計算をするような性格。
星上 望（）
いさりと同じクラスの生徒。求の双子の兄。「ダメ上」や「ハズレの星上」などと噂されている。岩伏とは猫がきっかけで仲良くなる。
星上 求（）
1組の生徒。親の離婚により、10年間望と離れて暮らしていた。王子様キャラだが心の底では誰も信じておらず、友達はいないと考えている。
吾妻（）
いさりと同じグループの女子。頭が悪く将来性のない男性からの告白は断るなど、シビアな性格。いさりが計算高い性格であることに気づいていた。
岩伏 鉄平（）
いさりと同じクラスの生徒。目つきが悪く、いかつい見た目をしている。ヤンキーで親がヤクザで鞄に拳銃が入っている、と噂されているが、鞄の中身は拾った猫のエサであり、いい人。ラーメン屋でアルバイトをしている。吾妻のグループを性根が腐った「クソ女軍団」と呼び、嫌っている。
玉峰 薫（）
ギャル。模試の順位で上位になるなど成績が良く、運動神経も抜群。
雲城（）
いさりと同じ中学出身。手先が器用。

## 制作背景
アサダは本作の執筆にあたり、「漫画が描けるカフェ」にてひとりで作業を行っていた。しかし連載中にその店が閉店となったため、別の作業が捗る場所を模索したという。アサダにとって「生まれて初めての三角関係もの」であり、本作について「新しいひきだしをごそごそするの楽しい」と語っている。
登場人物の名前は島根県の山に由来している。

## 反響
ライターの富士見大によると、「双子」は非常に融通の利く設定であり、「ほかの兄弟にはできない様々な設定にもとづくドラマが生まれてきた」が、本作はそのひとつである「似てない双子」要素によって話が展開されている。一見困難に思える双子の描き分けについて、アサダは「リアクションなどの表情ひとつとっても巧みに描き分け、似てない性格までも表現している」という。
その「双子サンドイッチラブ」な三角関係の設定は読者から人気を博し、2015年6月には単行本に重版がかかり、同年8月と2016年2月に再び重版がかかった。

## 書誌情報
- アサダニッキ『星上くんはどうかしている』講談社〈KCデザート〉、全5巻
  1. 2014年11月13日発売[34][35]、ISBN 978-4-06-365792-0
  2. 2015年5月13日発売[36]、ISBN 978-4-06-365816-3
  3. 2015年11月13日発売[37]、ISBN 978-4-06-365843-9
  4. 2016年5月13日発売[38]、ISBN 978-4-06-365863-7
  5. 2016年12月13日発売[39]、ISBN 978-4-06-365889-7